# Reacción iónica
Las reacciones iónicas son reacciones químicas entre iones en disolución, especialmente en disolución acuosa. Constituyen el principal objeto de estudio de la química inorgánica y admiten una representación por medio de ecuaciones iónicas. Las reacciones iónicas pueden pertenecer a una variedad de categorías según los productos de la reacción, por ejemplo reacciones de precipitación, reacciones ácido-base, y reacciones de oxidación-reducción.

## Descripción
Cuando las sustancias iónicas y algunas sustancias moleculares se disuelven, no lo hacen como moléculas completas, sino que se disocian en iones con cargas positivas y negativas. Cuando estos iones reaccionan con otros iones presentes en la misma disolución, se habla de una reacción iónica. Las reacciones iónicas se contraponen a reacciones moleculares, donde intervienen moléculas neutrales.

## Ecuaciones iónicas
Cuando una sustancia se disocia al disolverse, se considera que no se ha producido una reacción química, sino que sigue presente la sustancia original. Sin embargo, en la realidad, no existen agrupaciones de átomos correspondientes la fórmula química de la sustancia, sino solamente iones disociadas. Por ejemplo, al disolverse el nitrato de plata ({\displaystyle {\ce {AgNO3}}}) en agua, los átomos de plata no permanecen unidos con los de nitrógeno y oxígeno, sino que el compuesto se disocia en iones de plata ({\displaystyle {\ce {Ag+}}}) y de nitrato ({\displaystyle {\ce {NO3^-}}}). Hay diferentes maneras de escribir las reacciones iónicas según se represente las sustancias originales o los iones disociados.
Una ecuación molecular representa las sustancias originales, sin tomar en cuenta la disociación de los iones. Por ejemplo, cuando se agrega una solución acuosa de {\displaystyle {\ce {AgNO3}}} a una que contiene cloruro de potasio ({\displaystyle {\ce {KCl}}}), se observa la precipitación de un sólido blanco, cloruro de plata ({\displaystyle {\ce {AgCl}}}), y la ecuación molecular para dicha reacción es 
{\displaystyle {\ce {AgNO3 + KCl -> AgCl (v) + KNO3}}}.
Una ecuación iónica completa representa los iones por separado, pero representa todos los iones provenientes de las sustancias originales, participen o no en la reacción. La ecuación iónica completa del ejemplo es 
{\displaystyle {\ce {Ag+ + NO3^- + K+ + Cl^- -> AgCl (v) + K+ + NO3^-}}}.
Una ecuación iónica neta representa solamente los iones que intervienen en la reacción. La ecuación iónica neta del ejemplo es
{\displaystyle {\ce {Ag+ + Cl^- -> AgCl (v)}}}. Los iones de potasio y de nitrato no se representan porque no participan en la reacción, sino que siguen presentes en la solución (es decir, son iones espectadores). Las ecuaciones iónicas netas suelen usarse para resaltar equivalencias entre reacciones que tienen ecuaciones moleculares distintas. Por ejemplo, la ecuación iónica neta {\displaystyle {\ce {Ag+ + Cl^- -> AgCl (v)}}} valdría en cualquier caso donde una sustancia libera iones de plata al disolverse y otra libera iones de cloruro, no sólo en el caso de nitrato de plata y cloruro de potasio.
Las ecuaciones moleculares pueden usarse tanto para reacciones moleculares como para reacciones iónicas. Sin embargo, las ecuaciones iónicas sólo pueden usarse para las reacciones iónicas, porque sólo en este caso la ecuación molecular resulta insuficiente para representar las agrupaciones de átomos realmente presentes.

## Tipos
Las reacciones iónicas son una categoría definida por las características de las sustancias reactivas. También pueden clasificarse según las características de los productos. Estas clasificaciones pueden seguir diferentes criterios. Algunas de las categorías más importantes son:
- Reacciones de precipitación. Se da un producto que es un sólido insoluble.
- Reacciones de intercambio o metátesis. La ecuación molecular tiene la forma {\displaystyle {\ce {AX + BY -> AY + BX}}}, donde A y B son iones positivos y X y Y son iones negativos.
- Reacciones ácido-base o de neutralización. Son el equivalente de una reacción de intercambio cuando uno de los iones positivos es {\displaystyle {\ce {H+}}} y uno de los negativos es {\displaystyle {\ce {OH^-}}}. Estos iones no producen un nuevo compuesto iónico, sino que se unen para conformar moléculas de agua ({\displaystyle {\ce {H2O}}}). Las sustancias originales se llaman ácido y base, y el otro producto se llama una sal.
- Reacciones de reducción-oxidación. Se transfieren electrones entre iones o entre ion y sustancia neutra, cambiando el estado de ionización de los reactivos.

## Relevancia
Por mucho tiempo el estudio de las reacciones iónicas ha sido característico de la química inorgánica y las reacciones moleculares de la química orgánica. Sin embargo, más recientemente se ha desarrollado el estudio de reacciones moleculares inorgánicos. Para el análisis de las reacciones iónicas tiene gran importancia la termodinámica mientras que los criterios cinéticos son menos importantes. El estudio de las reacciones iónicas se ha enfocado en las reacciones en disolución acuosa en consecuencia del poder ionizante excepcional del agua.